# 古庄駅

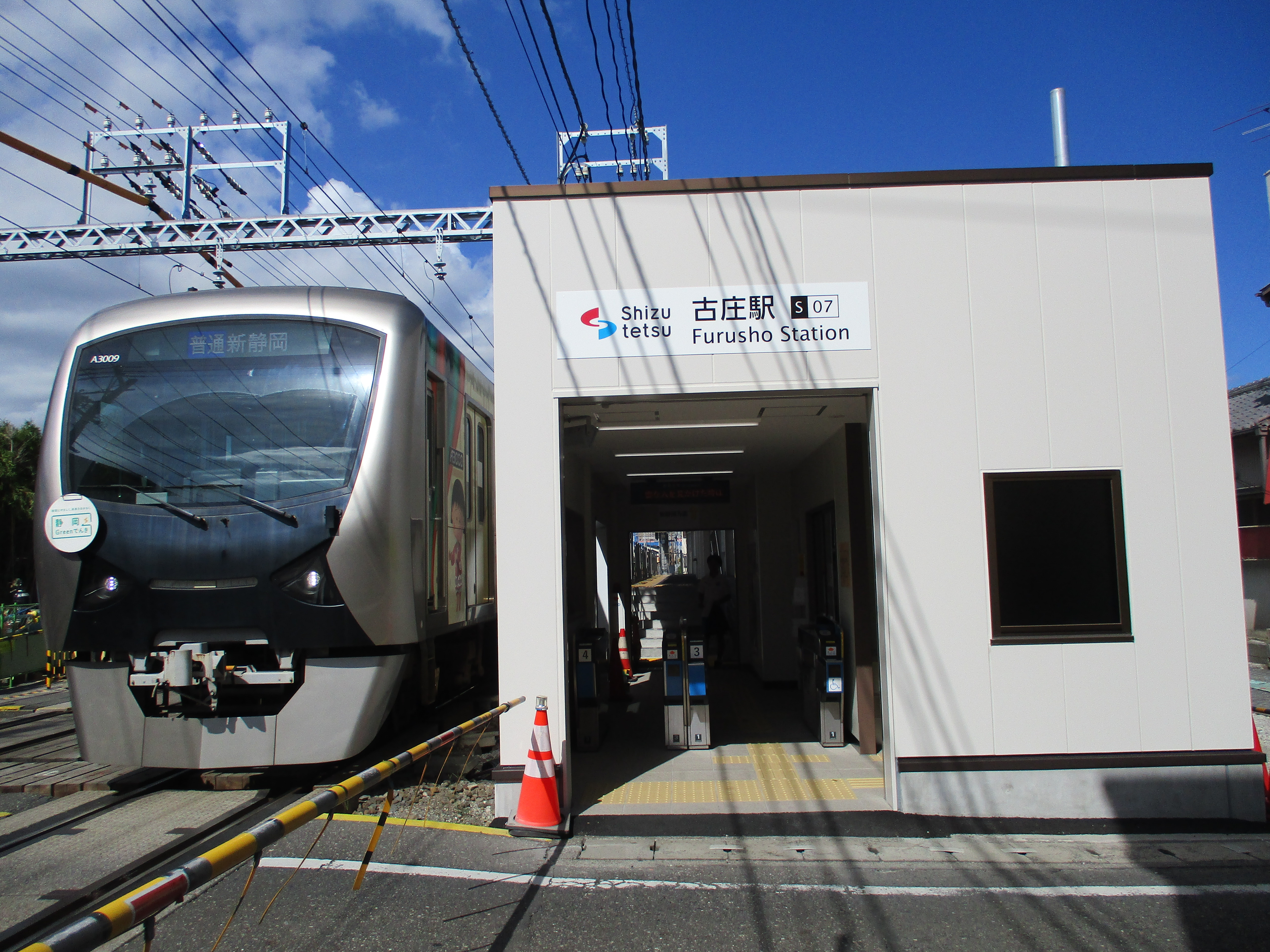
新静岡方面行きの駅舎（2023年11月）

古庄駅（ふるしょうえき）は、静岡県静岡市葵区古庄三丁目にある静岡鉄道静岡清水線の駅。駅番号はS07。

## 歴史
1996年（平成8年）3月31日以前のダイヤにおいては急行停車駅であった。その後急行運転が復活した2011年（平成23年）から2020年（令和2年）4月まで、および2025年（令和7年）3月31日以降は、急行（新清水行き）は通過し、通勤急行（新静岡行き）は停車している。
年表
- 1908年（明治41年）12月9日：開業。
- 2024年（令和6年）1月13日：新駅舎供用開始により上下線の改札を分離し、構内踏切は廃止された。

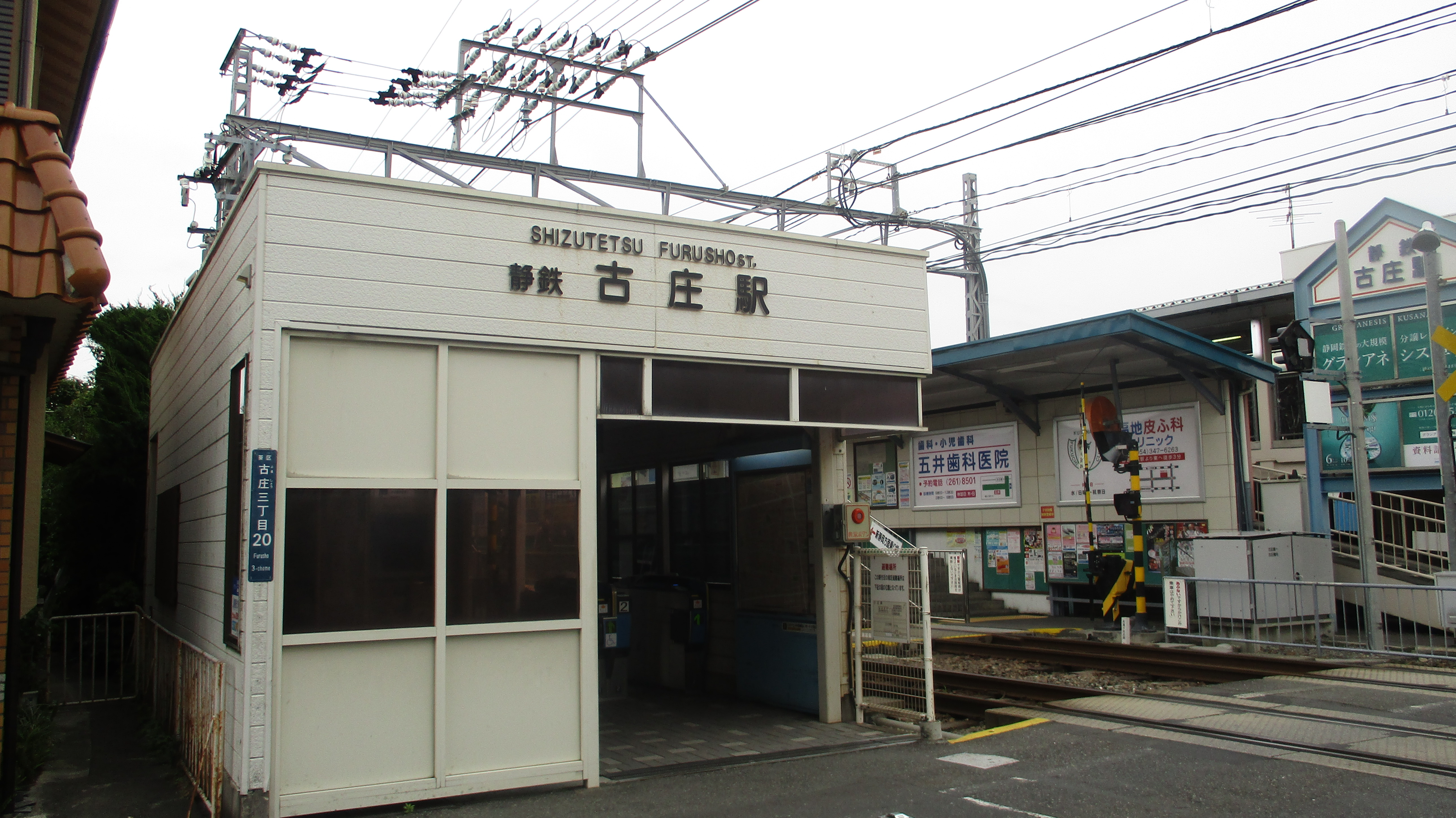
駅舎（2016年6月）
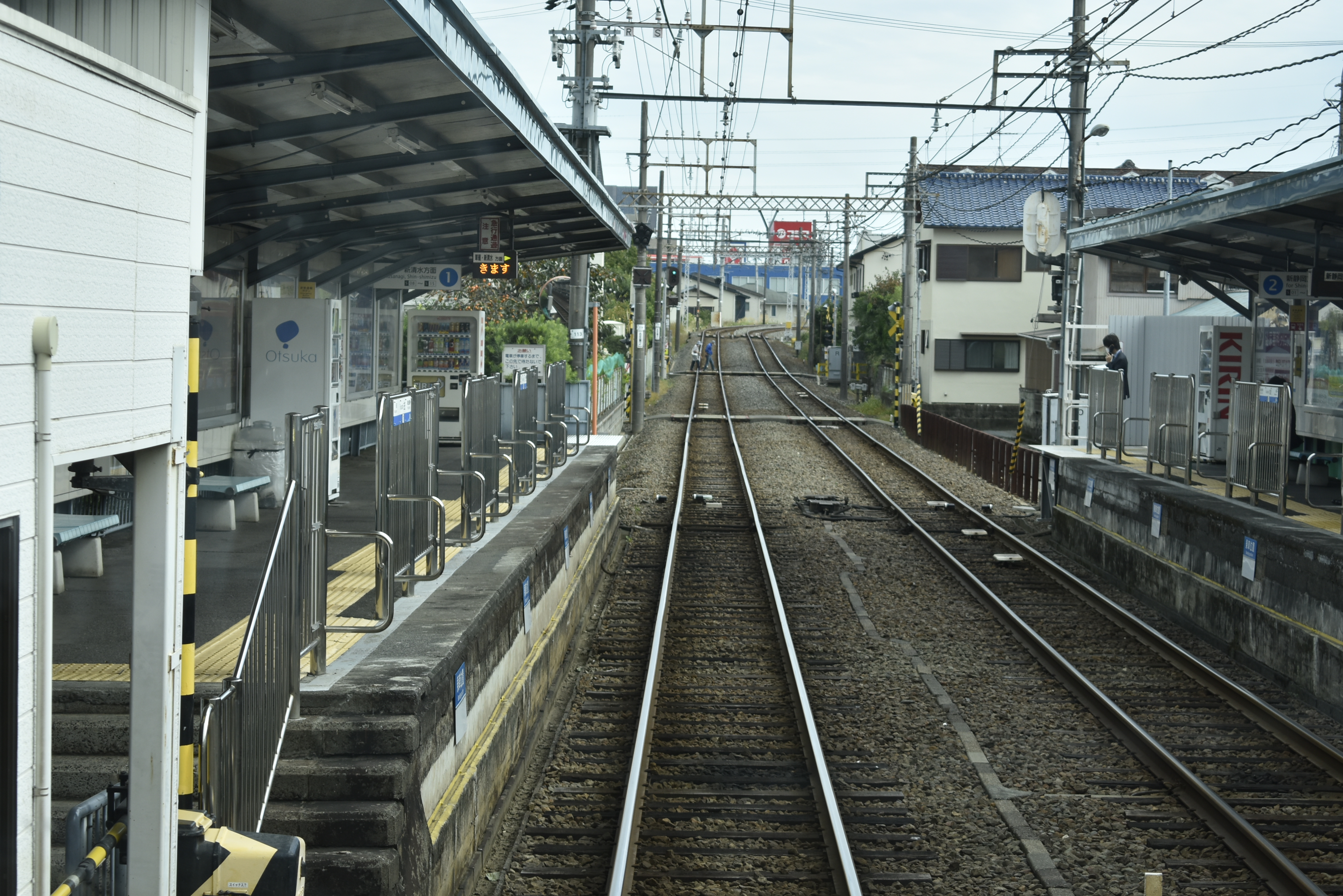
下り線から駅を見る（2020年10月）
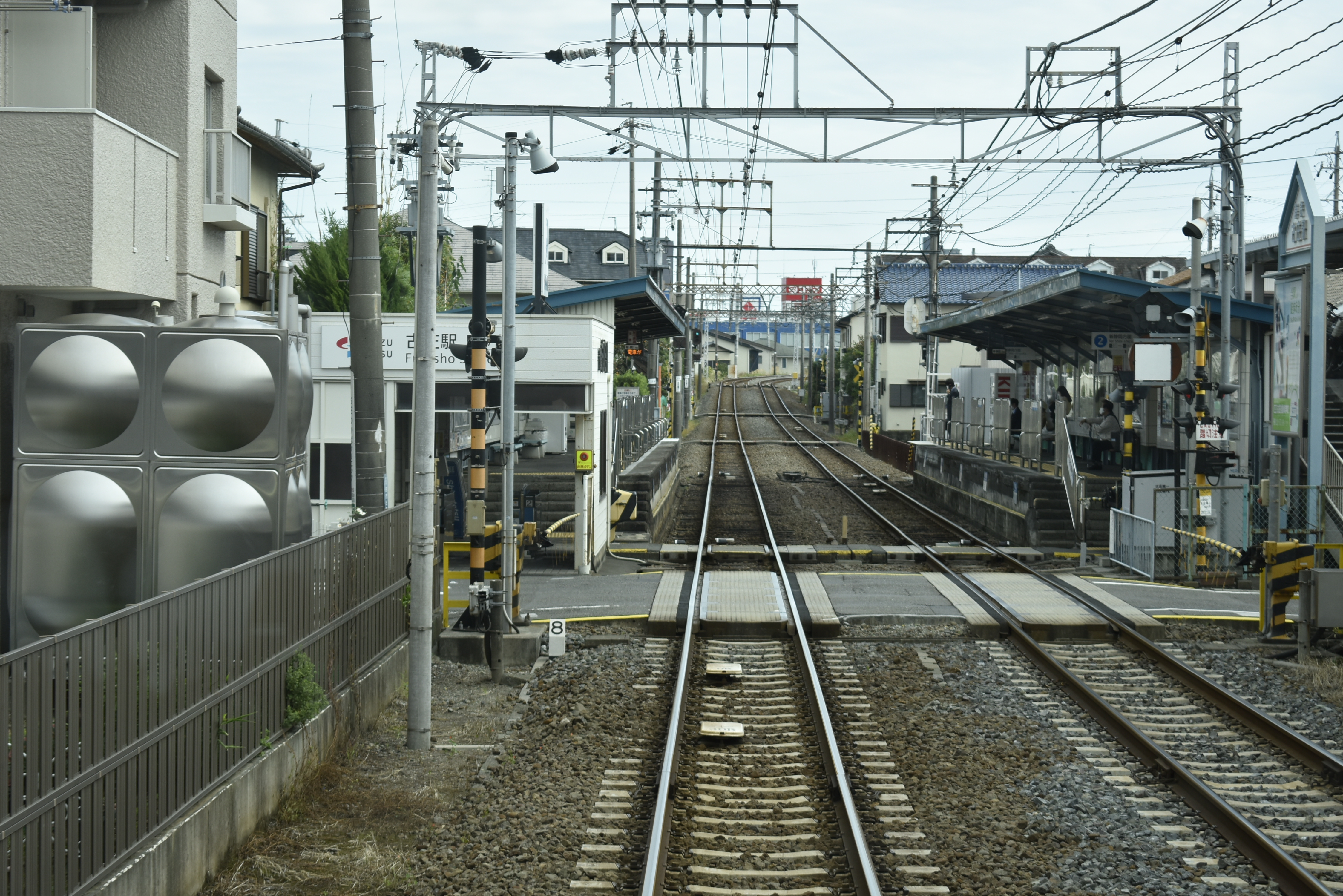
撮影当時は構内踏切があった（2020年10月）

## 駅構造

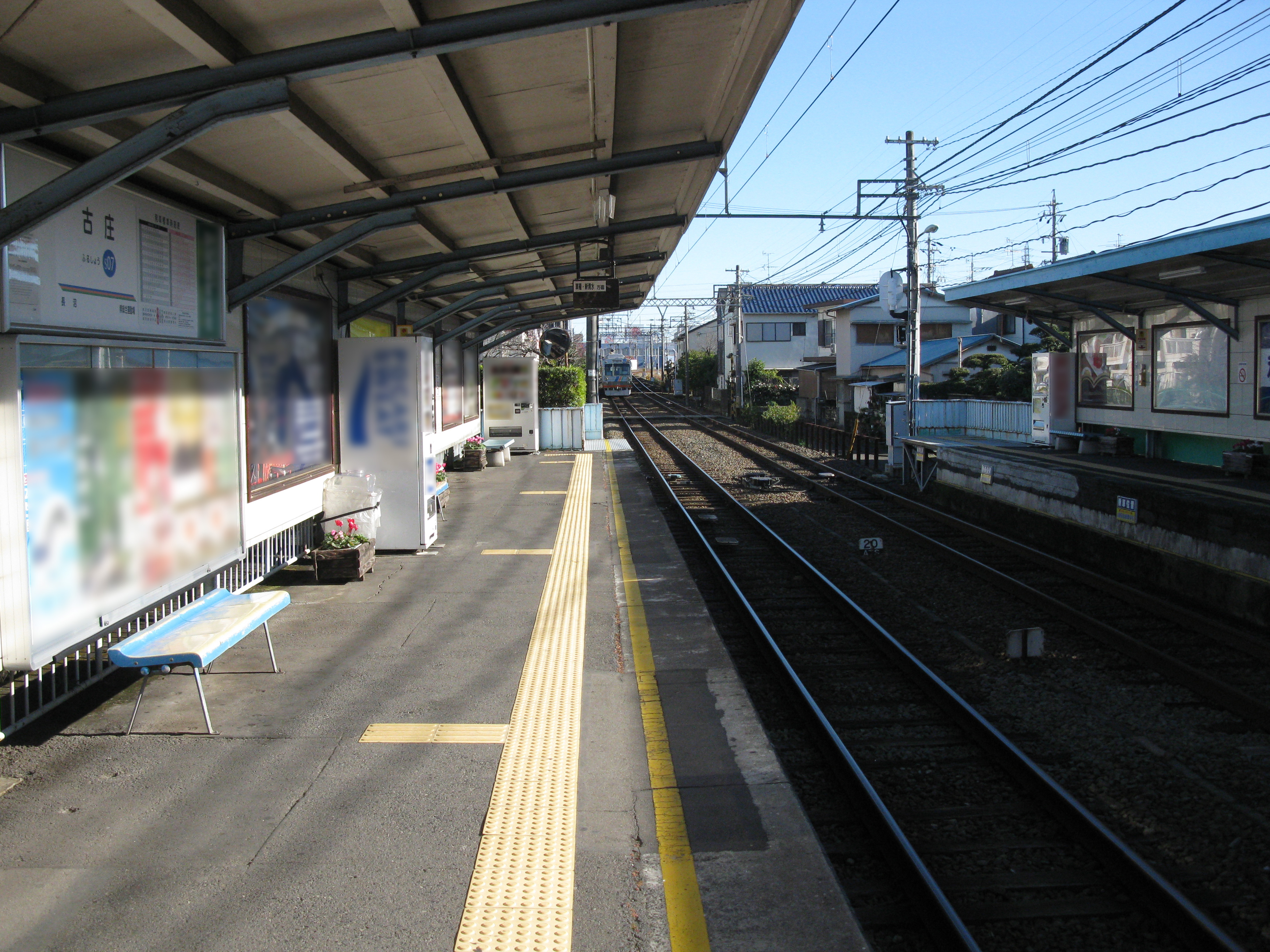
ホーム（2010年12月）

対向式ホーム2面2線の地上駅。各ホームの新静岡寄りに独立した駅舎が設置されており、ホーム間を結ぶ構内踏切や跨線橋、地下通路はないため、改札内でホーム間を移動することはできない。過走防止用に20キロ制限のATS地上子が設置されている。
便所は上りホームにある男女共用の水洗式。

### のりば
| 乗り場 | 路線        | 方向 | 行先             |
| ------ | ----------- | ---- | ---------------- |
| 1      | ●静岡清水線 | 下り | 草薙・新清水方面 |
| 2      | ●静岡清水線 | 上り | 新静岡方面       |

## 利用状況
「静岡市統計書」によれば、2023年度の一日平均乗車人員は1,580人、降車人員は1,571人であった。この乗降人員数は静岡清水線全15駅中5番目である。なお、同統計によれば、近年の乗降人員は以下の通りである。
| 年度               | 1日平均乗降人員 | 1日平均乗降人員 | 1日平均乗降人員 |
| 年度               | 乗車人員        | 降車人員        | 合計            |
| ------------------ | --------------- | --------------- | --------------- |
| 2002年（平成14年） | 1,328           | 1,625           | 2,953           |
| 2003年（平成15年） | 1,333           | 1,650           | 2,983           |
| 2004年（平成16年） | 1,325           | 1,648           | 2,973           |
| 2005年（平成17年） | 1,631           | 1,592           | 3,223           |
| 2006年（平成18年） | 1,353           | 1,707           | 3,060           |
| 2007年（平成19年） | 1,366           | 1,697           | 3,063           |
| 2008年（平成20年） | 1,608           | 1,529           | 3,137           |
| 2009年（平成21年） | 1,523           | 1,456           | 2,979           |
| 2010年（平成22年） | 1,386           | 1,384           | 2,770           |
| 2011年（平成23年） | 1,414           | 1,490           | 2,904           |
| 2012年（平成24年） | 1,499           | 1,590           | 3,089           |
| 2013年（平成25年） | 1,570           | 1,591           | 3,161           |
| 2014年（平成26年） | 1,594           | 1,597           | 3,191           |
| 2015年（平成27年） | 1,679           | 1,668           | 3,347           |
| 2016年（平成28年） | 1,753           | 1,745           | 3,498           |
| 2017年（平成29年） | 1,789           | 1,784           | 3,573           |
| 2018年（平成30年） | 1,798           | 1,806           | 3,604           |
| 2019年（令和元年） | 1,832           | 1,834           | 3,666           |
| 2020年（令和02年） | 1,438           | 1,417           | 2,855           |
| 2021年（令和03年） | 1,448           | 1,426           | 2,874           |
| 2022年（令和04年） | 1,530           | 1,516           | 3,046           |
| 2023年（令和05年） | 1,580           | 1,571           | 3,151           |

## 駅周辺
- 静岡県立静岡農業高等学校
- 静岡中央警察署古庄交番
- 古庄自動車学校
- ヤマダデンキ家電住まいる館YAMADA静岡国吉田店
- コジマ×ビックカメラ静岡店

## 隣の駅
静岡鉄道
S 静岡清水線
■急行
通過
■通勤急行
日吉町駅 (S02) ← 古庄駅 (S07) ← 草薙駅 (S10)
■普通
長沼駅 (S06) - 古庄駅 (S07) - 県総合運動場駅 (S08)